# Markedssegmentering
Markedssegmentering bruges indenfor markedsføringen til at inddele markedet i en række segmenter, som hver især er mere homogene end hele markedet er tilsammen. På den måde får man en række segmenter, hvoraf man kan vælge en eller flere som målgruppe. Ved at arbejde med segmenter kan man anvende sine marketingressourcer mere effektivt, da personerne indefor det enkelte segment har fællestræk og dermed også samme forbrugsmønster.

## Krav til segmenteringen
For at segmentet kan bruge i forbindelse med markedsføring kræves:
- At segmentet er homogent
- At segmentet er forskelligt fra andre segmenter
- At segmentet er identificerbart og måleligt
- At segmentet er stabilt over tid
- At segmentet er tilgængeligt
- At segmentet er stort nok til at være økonomiske attraktivt

## Segmenteringskriterier
Følgende kriterier kan bruges til at segmentere efter
- Geografiske kriterier
  - Land eller region
  - landets størrelse
  - Bosiddende i by, provins eller landområde
  - klima
- Demografiske kriterier
  - alder
  - køn
  - familiens størrelse
  - familielivscyklus
  - uddannelsesniveau
  - indkomst
  - erhverv
  - socioøkonomisk status
  - religion
  - nationalitet / race (etnisk marketing)
  - sprog
- Psykografiske kriterier
  - personlighed
  - livsstil
  - værdi
  - holdning
  - emotionel
- Vaner
  - fordel søges
  - produktudnyttelse
  - mærkeloyalitet
  - produkt
  - beslutningstagende enhed
  - rentabilitet
  - indkomstniveau
- Technographic variabler [1]
  - motivationer
  - brugsmønstre
  - holdning til teknologi
  - grundlæggende værdier
  - livsstil

## Se mere
- Målgruppe